# Kleinstbildfilm

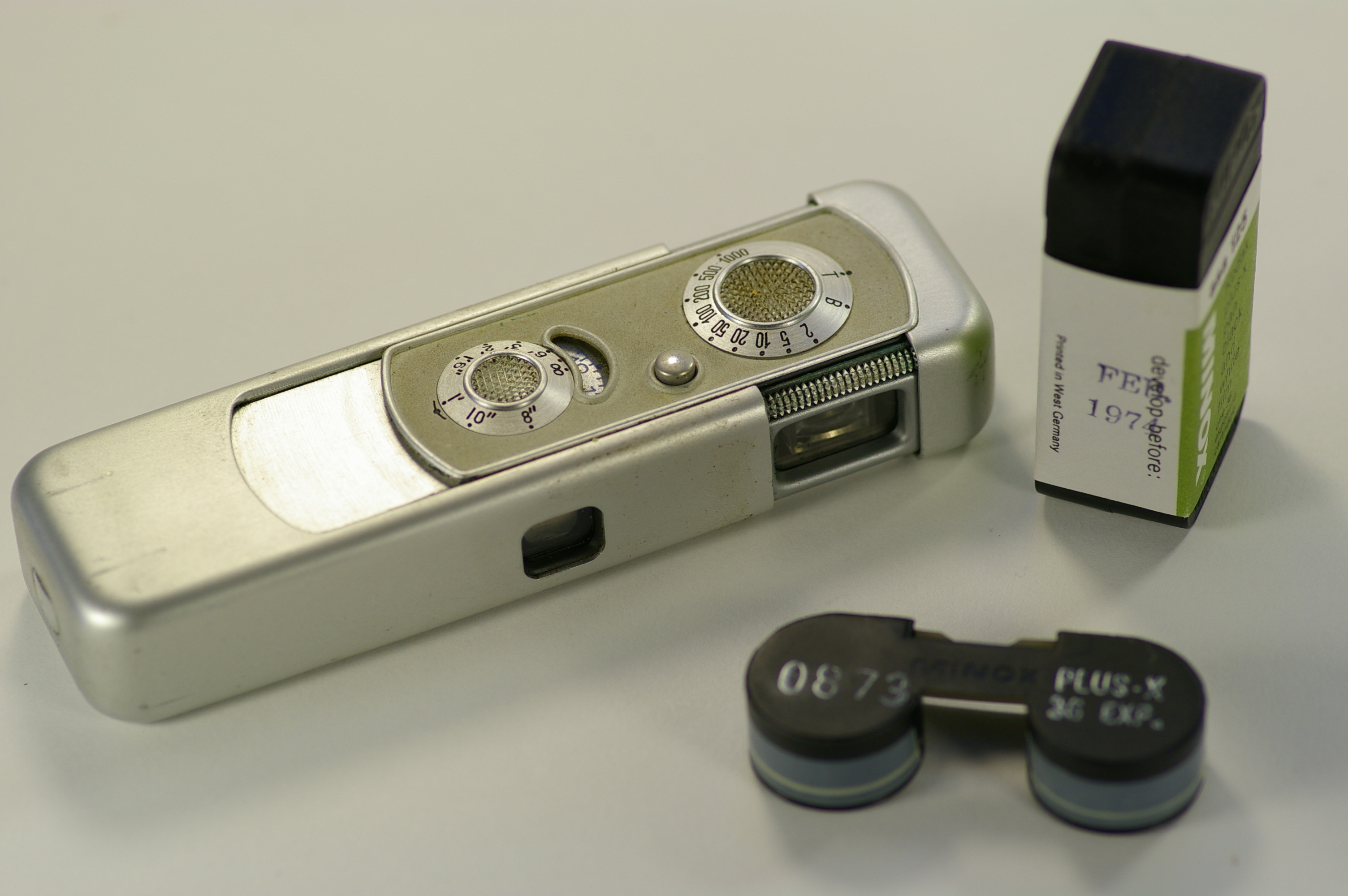
Minox A mit Film

Kleinstbildfilm ist ein fotografischer Film; der bekannteste Kleinstbildfilm wird von den so genannten Minox-„Spionagekameras“ genutzt. Der Film steckt dabei in einer Kassette, deren mit Film geladene Patrone direkt mit einer Aufwickelspule verbunden ist. Mit dieser Kassette soll das Filmeinlegen vereinfacht werden.

## Minox-Format
Der Minox-Kleinstbildfilm ist 9,5 mm breit und hat ein Negativformat von 8 mm × 11 mm. Er wird konfektioniert mit einer Länge von 36 oder 30 Bildern und ist als Schwarzweiß- und Farbfilm erhältlich. Akzeptable Vergrößerungen sind mit diesem Format nur bis etwa 10 cm × 15 cm möglich, womit er bereits dem Pocketfilm nennenswert unterlegen ist. Ein Dokumentenfilm besitzt eine höhere Auflösung und ermöglicht das Fotografieren von Dokumenten und Strichzeichnungen.
Kleinstbildfilme, wie die Filme für die Minox-„Spionagekameras“, gelten zwar als „Exoten“, sind aber am Markt noch erhältlich (Stand: 04/2024).

## Andere Formate
Der Film für das russische Spionage-Kamera-Gegenstück kann in „Handarbeit“, mit einer passenden Schneidemaschine, unter Dunkelkammerbedingungen aus handelsüblichem 35 mm-Patronenfilm herausgeschnitten und auf die Kassette der Kamera aufgewickelt werden. Er hat im Gegensatz zur Minox eine Breite von 21 mm und ein für Vergrößerungen besser geeignetes Negativformat von 18 mm × 24 mm (Halbformat).